# NGC 2111

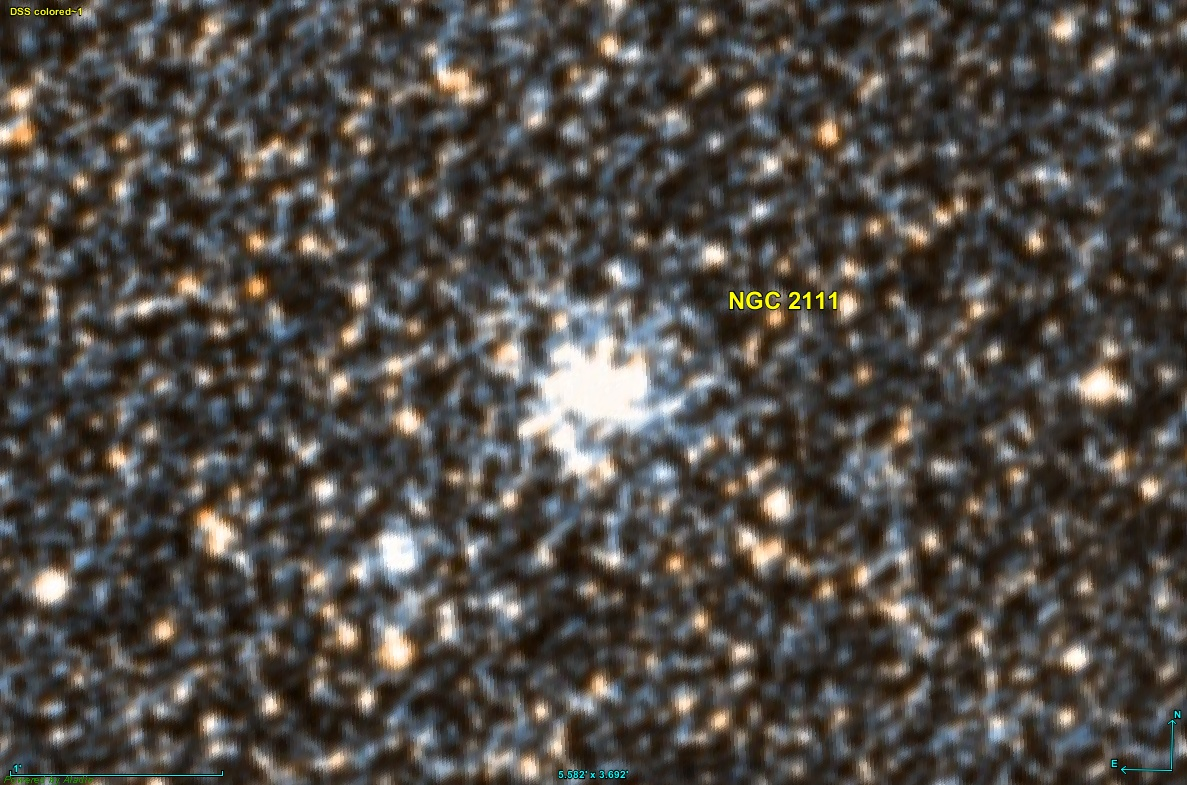
NGC 2111

NGC 2111 是山案座的一個星系。
 维基共享资源上的相關多媒體資源：NGC 2111
- NED – NGC 2111
- SEDS – NGC 2111
- SIMBAD – NGC 2111
- VizieR – NGC 2111